# Joaquín Víctor González
Joaquín Víctor González é um município da província de Salta, na Argentina.